# مورتن ويهورست
مورتن ويهورست (بالدنماركية: Morten Wieghorst)‏، من مواليد 25 فبراير 1971 فيغلوستورب في الدنمارك، لاعب كرة قدم دنماركي سابق ومدرب كرة قدم دنماركي حالي.
لعب مع منتخب الدنمارك لكرة القدم منذ عام 1994 وحتى عام 2004، وشارك معهم في 30 مباراة وسجل ثلاثة أهداف.

## مسيرته الكروية
لعب مورتن ويهورست خلال مسيرته الاحترافية مع 4 أندية في سبعة عشر موسمًا وسجل خلالها 38 هدفًا ضمن 308 مباراة. حيث فاز في أربعة مواسم بالكأس وفي خمسة مواسم بالدوري.
خاض مورتن ويهورست مسيرته مع نادي لينغبي في موسم 1990 واستمر معه طيلة ثلاثة مواسم، مشاركًا في 71 مباراة سجل خلالها 4 أهداف. ثم انتقل إلى نادي دندي في موسم 1992–93 ليلعب معه أربعة مواسم، حيث شارك في 90 مباراة سجل خلالها 11 هدفًا. لينتقل بعدها إلى نادي سلتيك في موسم 1995–96 ليلعب معه سبعة مواسم، مشاركًا في 86 مباراة سجل خلالها 10 أهداف. ثم انتقل إلى نادي بروندبي في موسم 2002–03 واستمر معه طيلة ثلاثة مواسم، مشاركًا في 61 مباراة سجل خلالها 13 هدفًا.

## روابط خارجية
- مورتن ويهورست على موقع الاتحاد الدولي (مؤرشف)  (الإنجليزية)
- مورتن ويهورست على موقع الاتحاد الأوربي (الإنجليزية)
- مورتن ويهورست على موقع قاعدة بيانات كرة القدم.إي يو (الإنجليزية)
- مورتن ويهورست على موقع ناشيونال فوتبول تيمز (الإنجليزية)
- مورتن ويهورست على موقع Soccerbase.com (لاعب) (الإنجليزية)
- مورتن ويهورست على موقع عالم كرة القدم.نت (الإنجليزية)
- مورتن ويهورست على موقع كووورة